# Río Ñambí
Der Río Ñambí ist ein ca. 70 km langer linker Nebenfluss des Río Telembí im Departamento de Nariño im Südwesten Kolumbiens.

## Flusslauf
Der Río Ñambí entspringt in der kolumbianischen Westkordillere auf einer Höhe von etwa 1600 m, 6 km nordöstlich der Ortschaft Altaquer. Der Río Ñambí fließt anfangs 5 km nach Westen und wendet sich im Anschluss nach Norden. Er fließt entlang der Westflanke der Anden. Bei Flusskilometer 11 trifft der Río Yaculá von links, bei Flusskilometer 7 der Río Pali von rechts auf den Río Ñambí. Dieser mündet schließlich 13 km östlich der Stadt Barbacoas in den nach Westen strömenden Río Telembí.

## Einzugsgebiet
Das Einzugsgebiet umfasst eine Fläche von etwa 900 km². Am Flusslauf des Río Ñambí befindet sich das 1400 ha große Naturreservat Río Ñambí, das einen Regenwald in der Vorgebirgsregion der Anden in Höhen zwischen 1100 und 1900 m mit sehr hoher Artenvielfalt (insbesondere Kolibris) schützt.